# Marcus Bergholtz
Marcus Bergholtz est un footballeur suédois, né le 15 décembre 1989 à Örkelljunga en Suède. Il évolue au poste de milieu de terrain dans le club suédois d'Ängelholms FF.

## Biographie
Il commence sa carrière au sein du club de son village natal, l'Ekets GoIF, près d'Örkelljunga, dans le nord de la Scanie. Repéré à l'âge de 14 ans par Helsingborgs IF, il intègre le centre de formation du club en 2004. Passé pro en 2008, il dispute 13 matchs officiels lors de sa première saison au club. 
L'année suivante il en dispute presque autant (12), et part sur les mêmes bases pour 2010. Contacté pendant l'été par Ängelholms FF, en seconde division, il accepte de rejoindre les Jaune et Noir et dispute 12 rencontres sur la phase retour, inscrivant 2 buts au passage, les deux premiers de sa carrière en championnat. 
Cette demi-saison suffit à le faire remarquer par Stabæk, l'une des places fortes du football norvégien qui sort d'une mauvaise saison, mais entend bien retrouver le trio de tête qu'il n'avait pas quitté entre 2007 et 2009. Malheureusement, cette première expérience à l'étranger s'avère être un échec. Ne disputant que trois rencontres, les Norvégiens choisissent de ne pas lever l'option sur le milieu de terrain et ce dernier s'en retourne à Helsingborg à la fin de la saison 2011.

## Palmarès
- Vainqueur de la Supercoupe de Suède en 2011 avec Helsingborgs